# David Enskog
David Enskog (Västra Ämtervik, 22 de abril de 1884 — Estocolmo, 1 de junho de 1947) foi um matemático e físico sueco.